# Stenjäveln
Stenjäveln är en svensk dramakortfilm från 2004, skriven och regisserad av Jens Jonsson. I rollerna ses bland andra Mona Malm, Lakke Magnusson och Jan Malmsjö.

## Handling
En charterbuss med fyra personer ombord stannar till vid ett grustag. Där finns en helig sten där de ska träffa en schaman. Frågan är om han kan hjälpa dem med deras problem?

## Medverkande
- Mona Malm
- Lakke Magnusson
- Jan Malmsjö
- Marie Göranzon
- Jalle Lindblad

## Om filmen
Stenjävlen producerades av Johan Lundkvist för Film i Västerbotten. Den fotades och klipptes av Askild Vik Edvardsen och premiärvisades den 20 september 2004 på Umeå filmfestival.